# Бендзишево
Бендзишево (пол. Będziszewo; нім. Padingkehmen, у 1938–1945 Padingen) — село в Польщі, у гміні Дубенінки Ґолдапського повіту Вармінсько-Мазурського воєводства.
Населення — 39 осіб (2011).
У 1975-1998 роках село належало до Сувальського воєводства.

## Демографія
Демографічна структура станом на 31 березня 2011 року:
|          | Загалом | Допрацездатний вік | Працездатний вік | Постпрацездатний вік |
| -------- | ------- | ------------------ | ---------------- | -------------------- |
| Чоловіки | 23      | 4                  | 15               | 4                    |
| Жінки    | 16      | 5                  | 6                | 5                    |
| Разом    | 39      | 9                  | 21               | 9                    |